# Pesche di Prato
Le Pesche sono un dolce originario di Prato, sono composte da due semisfere di pasta brioche, immerse in una bagna all'alchermes, queste due semisfere vengono poi ricoperte di zucchero e riempite con crema pasticciera, che lega quest'ultime. La particolarità di questo dolce è data proprio dalle varie consistenze che si provano mangiandolo, date dallo zucchero (croccantezza), crema pasticciera (cremosità), e la pasta (morbidezza). 

## Storia
Il merito della loro notorietà va dato al pasticciere Paolo Sacchetti. Prime fonti storiche che parlano di questo dolce originario di Prato si hanno nel 1861 quando nella locanda Contrucci, in piazza del duomo a Prato, venne servito questo dolce.
Negli anni '50/'60, in occasione del boom economico, questo dolce ha ottenuto un certo successo, e subito dopo gli anni sessanta la sua affermazione è andata a perdersi, finché nel 1979 Paolo Sacchetti apre la sua pasticceria "Nuovo Mondo" a Prato riuscendo a donare di nuovo notorietà alle Pesche.